# Waldemar Sobota
Waldemar Sobota (Ozimek, 19 mei 1987) is een Pools voetballer. Hij is een rechtsbuiten en werd in 2016 definitief overgenomen van Club Brugge door FC St. Pauli.

## Clubcarrière
Sobota kwam in juli 2007 als transfervrije speler naar MKS Kluczbork. Eerder speelde hij bij Małapanew Ozimek en KS Krasiejów. In drie seizoenen scoorde hij 36 doelpunten uit 93 wedstrijden voor MKS Kluczbork. In juni 2010 tekende hij een vierjarig contract bij Śląsk Wrocław. Op 8 augustus 2013 scoorde hij twee doelpunten in de derde voorronde van de UEFA Europa League tegen Club Brugge. Śląsk Wrocław speelde in het Jan Breydelstadion 3-3 gelijk, nadat het de heenwedstrijd had gewonnen met 1-0. Daardoor lag Club Brugge uit Europa. De prestatie van Sobota was ook blauw-zwart niet ontgaan. Op 31 augustus 2013 nam Club Brugge hem over van Śląsk Wrocław. Blauw-zwart betaalde zo'n 1 miljoen euro voor de aanvallende middenvelder.

## Clubstatistieken
| Seizoen | Club           | Land               | Competitie         | Competitie | Competitie | Beker | Beker | Supercup | Supercup | Internationaal | Internationaal | Totaal | Totaal |
| Seizoen | Club           | Land               | Competitie         | Wed.       | Dlp.       | Wed.  | Dlp.  | Wed.     | Dlp.     | Wed.           | Dlp.           | Wed.   | Dlp.   |
| ------- | -------------- | ------------------ | ------------------ | ---------- | ---------- | ----- | ----- | -------- | -------- | -------------- | -------------- | ------ | ------ |
| 2007/08 | MKS Kluczbork  | Vlag van Polen     | III liga           | 30         | 15         | 0     | 0     | —        | —        | —              | —              | 30     | 15     |
| 2008/09 | MKS Kluczbork  | Vlag van Polen     | II liga            | 32         | 10         | 0     | 0     | —        | —        | —              | —              | 32     | 10     |
| 2009/10 | MKS Kluczbork  | Vlag van Polen     | I liga             | 31         | 11         | 2     | 0     | —        | —        | —              | —              | 33     | 11     |
| 2010/11 | Śląsk Wrocław  | Vlag van Polen     | Ekstraklasa        | 29         | 2          | 2     | 1     | —        | —        | —              | —              | 31     | 3      |
| 2011/12 | Śląsk Wrocław  | Vlag van Polen     | Ekstraklasa        | 26         | 2          | 2     | 0     | —        | —        | 6              | 1              | 34     | 3      |
| 2012/13 | Śląsk Wrocław  | Vlag van Polen     | Ekstraklasa        | 29         | 5          | 8     | 4     | 1        | 0        | 6              | 0              | 44     | 9      |
| 2013/14 | Śląsk Wrocław  | Vlag van Polen     | Ekstraklasa        | 5          | 0          | 0     | 0     | —        | —        | 6              | 4              | 9      | 4      |
| 2013/14 | Club Brugge    | Vlag van België    | Jupiler Pro League | 32         | 6          | 2     | 0     | —        | —        | 0              | 0              | 34     | 6      |
| 2014/15 | Club Brugge    | Vlag van België    | Jupiler Pro League | 12         | 0          | 0     | 0     | —        | —        | 2              | 0              | 14     | 0      |
| 2015/16 | → FC St. Pauli | Vlag van Duitsland | 2. Bundesliga      | 31         | 3          | 1     | 0     | —        | —        | —              | —              | 33     | 3      |
| 2016/17 | FC St. Pauli   | Vlag van Duitsland | 2. Bundesliga      | 31         | 1          | 2     | 0     | —        | —        | —              | —              | 33     | 1      |
| 2017/18 | FC St. Pauli   | Vlag van Duitsland | 2. Bundesliga      | 27         | 4          | 1     | 0     | —        | —        | —              | —              | 28     | 4      |
| 2018/19 | FC St. Pauli   | Vlag van Duitsland | 2. Bundesliga      | 15         | 0          | 1     | 0     | —        | —        | —              | —              | 16     | 0      |
| 2019/20 | FC St. Pauli   | Vlag van Duitsland | 2. Bundesliga      | 27         | 3          | 2     | 2     | —        | —        | —              | —              | 29     | 5      |
| 2020/21 | Śląsk Wrocław  | Vlag van Polen     | Ekstraklasa        | 0          | 0          | 0     | 0     | —        | —        | —              | —              | 0      | 0      |
| Totaal  | Totaal         | Totaal             | Totaal             | 357        | 62         | 23    | 7     | 1        | 0        | 20             | 5              | 401    | 74     |

## Interlandcarrière
Op 16 december 2011 debuteerde Sobota voor Polen in een vriendschappelijke wedstrijd tegen Bosnië en Herzegovina. Hij scoorde meteen zijn eerste doelpunt voor Polen, het enige doelpunt van de wedstrijd. Op 14 december 2012 scoorde hij opnieuw in een oefeninterland tegen Macedonië. Op 14 augustus 2013 scoorde hij zijn derde interlanddoelpunt in Gdańsk in een oefeninterland tegen Denemarken.
| Interlands van Waldemar Sobota | Interlands van Waldemar Sobota | Interlands van Waldemar Sobota | Interlands van Waldemar Sobota | Interlands van Waldemar Sobota | Interlands van Waldemar Sobota | Interlands van Waldemar Sobota |
| Nr.                            | Datum                          | Wedstrijd                      | Uitslag                        | Soort wedstrijd                | Doelpunten                     | Assists                        |
| Als speler bij Śląsk Wrocław   | Als speler bij Śląsk Wrocław   | Als speler bij Śląsk Wrocław   | Als speler bij Śląsk Wrocław   | Als speler bij Śląsk Wrocław   | Als speler bij Śląsk Wrocław   | Als speler bij Śląsk Wrocław   |
| ------------------------------ | ------------------------------ | ------------------------------ | ------------------------------ | ------------------------------ | ------------------------------ | ------------------------------ |
| 1.                             | 16 december 2012               | Bosnië en Herzegovina – Polen  | 0 – 1                          | Vriendschappelijk              | 1                              | 0                              |
| 2.                             | 11 september 2012              | Polen – Moldavië               | 2 – 0                          | Kwalificatie WK 2014           | 0                              | 0                              |
| 3.                             | 12 oktober 2012                | Polen – Zuid-Afrika            | 1 – 0                          | Vriendschappelijk              | 0                              | 0                              |
| 4.                             | 14 december 2012               | Macedonië – Polen              | 1 – 4                          | Vriendschappelijk              | 1                              | 0                              |
| 5.                             | 2 februari 2013                | Polen – Roemenië               | 4 – 1                          | Vriendschappelijk              | 0                              | 0                              |
| 6.                             | 14 augustus 2013               | Polen – Denemarken             | 3 – 2                          | Vriendschappelijk              | 1                              | 0                              |
| Als speler bij Club Brugge     |                                |                                |                                |                                |                                |                                |
| 7.                             | 6 september 2013               | Polen – Montenegro             | 1 – 1                          | Kwalificatie WK 2014           | 0                              | 0                              |
| 8.                             | 10 september 2013              | San Marino – Polen             | 1 – 5                          | Kwalificatie WK 2014           | 1                              | 0                              |
| 9.                             | 11 oktober 2013                | Oekraïne – Polen               | 1 – 0                          | Kwalificatie WK 2014           | 0                              | 0                              |
| 10.                            | 15 oktober 2013                | Engeland – Polen               | 2 – 0                          | Kwalificatie WK 2014           | 0                              | 0                              |
| 11.                            | 15 november 2013               | Polen – Slowakije              | 0 - 2                          | Kwalificatie WK 2014           | 0                              | 0                              |
| 12.                            | 19 november 2013               | Polen – Ierland                | 0 – 0                          | Vriendschappelijk              | 0                              | 0                              |
| 13.                            | 5 maart 2014                   | Polen – Schotland              | 0 – 1                          | Vriendschappelijk              | 0                              | 0                              |
| 14.                            | 6 juni 2014                    | Polen – Litouwen               | 2 – 1                          | Vriendschappelijk              | 0                              | 0                              |
| 15.                            | 7 september 2014               | Gibraltar – Polen              | 0 – 7                          | Kwalificatie EK 2016           | 0                              | 0                              |
| 16.                            | 11 oktober 2014                | Polen – Duitsland              | 2 – 0                          | Kwalificatie EK 2016           | 0                              | 0                              |
| 17.                            | 14 oktober 2014                | Polen – Schotland              | 2 – 2                          | Kwalificatie EK 2016           | 0                              | 0                              |

## Erelijst
| Competitie              |               |               |               |               |
| Competitie              | Aantal        | Jaren         |               |               |
| Śląsk Wrocław           | Śląsk Wrocław | Śląsk Wrocław | Śląsk Wrocław | Śląsk Wrocław |
| ----------------------- | ------------- | ------------- | ------------- | ------------- |
| Pools landkampioenschap | 1x            | 2011/12       |               |               |
| Poolse supercup         | 1x            | 2012          |               |               |
| Club Brugge             |               |               |               |               |
| Beker van België        | 1x            | 2014/15       |               |               |

1 Voll ·
2 Saliakas ·
3 Mets ·
4 Nemeth ·
5 Wahl ·
7 Irvine  ·
8 Smith ·
10 Sinani ·
11 Eggestein ·
14 Stevens ·
16 Boukhalfa ·
17 Afolayan ·
18 Banks ·
19 Albers ·
20 Ahlstrand ·
21 Ritzka ·
22 Vasilj ·
23 Treu ·
24 Metcalfe ·
25 Dźwigała ·
26 Saad ·
27 Zoller ·
28 Ahlers ·
29 Guilavogui ·
30 Burchert ·
33 Maurides ·
34 Dahaba ·
39 Wagner ·
Coach: Blessin